# Rodrigo García (dramatiker)
För den colombianske filmregissören, se Rodrigo García.
Rodrigo García, född 1964 i Buenos Aires, är en argentinsk-spansk dramatiker och teaterregissör.

## Biografi
Rodrigo García växte upp i slummen i Yparraguirre i Grand Bourg, en förort till Buenos Aires, men togs med på teatern av föräldrarna. Senare studerade han informationsteknik vid Universidad Nacional de Lomas de Zamora i Lomas de Zamora i provinsen Buenos Aires. Han har även teaterutbildning från Nuovo Teatro i Buenos Aires. Sedan 1986 är han bosatt i Madrid där han 1989 bildade teatergruppen La Carnicería Teatro (Slakthusteatern). Hans teaterspråk är påverkat av Fernando Arrabal, Tadeusz Kantor, Francisco de Quevedo, Samuel Beckett, Louis-Ferdinand Céline, Thomas Bernhard, Luis Buñuel och Francisco de Goya. I de ofta provocerande föreställningarna blandas ofta nakenhet med lera, jord och levande djur. Fysiskt utlevande teater mixas med element av performance och multimedia. Han har beskrivits som spansk teaters enfant terrible. 2007 samproducerade La Carnicería Teatro uppsättningen Cruda, vuelta y vuelta, al punto, chamuscada med Avignonfestivalen. Andra festivaler hans uppsättningar bjudits in till är Festival d’automne i Paris och Venedigbiennalen. Han har också regisserat på flera teatrar i Frankrike och Italien samt på Schaubühne am Lehniner Platz i Berlin och Nowy Teatr i Warszawa. Bland priser han tilldelats kan nämnas Premio Europa New Theatrical Realities 2009.
2009 gästspelade La Carnicería Teatro på festivalen Perfect Performance och Dansens hus i Stockholm med Rodrigo Garcías uppsättning Aproximacíón a la idea de desconfianza (Att närma sig misstron).